# Иван Драгоев (философ)
Вижте пояснителната страница за други личности с името Иван Драгоев.
Иван Димитров Драгоев е български доктор по философия, кореспондент на Центъра „Луи Жерне“, основан от Жан-Пиер Вернан и Пиер Видал-Наке. Заместник-директор на Валенсианския институт по класически и източни изследвания – IVECO.

## Биография и творчество
Роден е на 19 септември 1971 г. в София. Завършва Националната гимназия за древни езици и култури в София и философия в Сорбоната в Париж. Защитава магистърска теза през 2000 г. в Университета Париж-I Пантеон-Сорбона на тема „Aventure et quotidien“ с ръководител Ерик Блондел. През 2004 г. защитава дисертация на тема „Приключение и всекидневие“ в Софийския университет „Св. Климент Охридски“ с рецензенти Георги Каприев и Христо Тодоров. През същата година издава монография с това заглавие.
Автор е на книгите „Мит и идентичност, или защо Едип няма комплекс“, „Приключение и всекидневие“ и „Записките на един пилигрим“, „Скитащи записки“, „Митологичен прочит на „Травиата“ от Джузепе Верди“. Съставител е на сборника „Тиквите на Одисей, или философски диалози в интернет“. Научните му интереси са свързани в областта на античността и екзистенциализма.